# Пиетро II Орсеоло
Пиетро II Орсеоло (на италиански: Pietro II Orseolo) от фамилията Орсеоло e двадесет и шести дож на Република Венеция от 991 до 1009 г. При него започва експанзията на Венеция на Изток, която трае 500 години.
Пиетро II Орсеоло е син на свети Пиетро I Орсеоло (928-987), двадесет и трети дож на Венеция, и съпругата му Феличита Малипиетро.
След оплаквания на далматинските градове-държави през 997 г., през 998 г. венецианската флота под командването на Орсеоло напада неретляните и ги побеждава. Оттогава Пиетро носи титлата
Dux Dalmatianorum (херцог на Далмация).

## Фамилия
Пиетро II се жени за Мария Кандиано, дъщеря на двадесет и четвъртия дож Витале Кандиано. Двамата имат петима сина:
- Джовани (984–1007), съуправител на баща си, женен за византийската принцеса Мария Аргира, умира от чума[3]
- Отоне Орсеоло (993–1032), 27. дож на Република Венеция от 1009 до 1026 г.
- Орсо Орсеоло (988–1049), епископ на Торчело, патриарх на Градо
- Витале Орсеоло (* ок. 998), епископ на Торчело
- Енрико Орсеоло